# Weathered
Weathered – trzeci album studyjny formacji Creed. Wydany 20 listopada 2001 nakładem Wind-up Records i Epic Records. Okrył się sześciokrotną platyną. Album zadebiutował na 1 miejscu listy Billboard Top 200 i był na szczycie 8 tygodni, czym wyrównał rekord The Beatles. Album zawiera najkrótszą piosenkę zespołu - Freedom Fighter, oraz najdłuższą - Who's Got My Back. Jest to jedyny album wydany przez zespół w nagrywaniu którego nie uczestniczył basista Brian Marshall, wyrzucony z kapeli w 2000. Partie gitary basowej nagrał Mark Tremonti, natomiast podczas tournée promującego album na tym instrumencie grał Brett Hestla.

## Lista utworów
1. "Bullets" – 3:49
2. "Freedom Fighter" – 2:36
3. "Who's Got My Back?" – 8:25
4. "Signs" – 4:29
5. "One Last Breath" – 3:58
6. "My Sacrifice" – 4:54
7. "Stand Here With Me" – 4:17
8. "Weathered" – 5:30
9. "Hide" – 4:27
10. "Don't Stop Dancing" – 4:33
11. "Lullaby" – 3:04

## Twórcy
- Scott Stapp - wokal prowadzący
- Mark Tremonti - gitary, gitara basowa, wokal wspierający
- Scott Phillips - perkusja, keyboard

### Współpracownicy
- John Kuzweg - produkcja, keyboard
- Aimee Stapp - wstawki wokalne w piosence Don't Stop Dancing

## Pozycje na listach
| Rok  | Lista         | Pozycja |
| ---- | ------------- | ------- |
| 2001 | Billboard 200 | 1       |
| 2002 | Billboard 200 | 1       |